# Jan Kobell
Jan Baptist Kobell (Delfshaven, 1779 - Amsterdam, 14 de setembre de 1814) fou un pintor paisatgista i d'animals neerlandès del segle XIX

## Biografia
Fou alumne de Willem Rutgaart van der Wall a Utrecht. Estudià diligentment a partir de la natura, i agafà Paulus Potter com a model, assimilant el seu talent per pintar animals i paisatges. El 1812 marxà a París, on guanyà la medalla d'or i grans elogis de crítics d'art. La seva popularitat augmentà ràpidament fins a la seva mort prematura. De les seves peces de bestiar, notables per la seva tècnica i precisió de dibuix, n'hi ha mostres excel·lents als museus d'Amsterdam i Rotterdam.

## Família
Jan Kobell era el fill d'Hendrik Kobell. Se l'anomena sovint Jan Kobell II per tal de distingir-lo del seu oncle, o Jan Kobell el vell per distingir-lo del seu cosí. L'oncle Jan Kobell (nascut a Rotterdam el 1756; mort el 1833) és especialment conegut per una sèrie de retrats històrics (1787). El cosí Jan Kobell (nascut a Rotterdam, 1800; mort el 1838) era un paisatgista i pintor de bestiar. Assistí a l'Acadèmia de Rotterdam, i pintà la seva obra principal, una peça amb bestiar a mida natural, el 1830. Anna (1795-1847), germana de Jan el jove, fou també una artista coneguda.